# Хибний номер
«Хибний номер» (англ. Wrong No. / Wrong Number) — пакистанська романтична кінокомедія та бойовик 2015 року режисера й продюсера Ясіра Наваза у співпраці з Нідою Ясіром і Хассаном Зіа під брендом YNH Films із Джаведом Шейхом, Данішом Таймуром та Джанітою Асмою у головних ролях. Перша стрічка у серії фільмів «Хибний номер».
Фільм вийшов на екрани кінотеатрів по всій країні 18 липня 2015 року (Рамазан-байрам). У перший вікенд прокату він зібрав 251 рупію (87 доларів США) у місцевому кінопрокаті.

## Сюжет
Історія розповідає про Саллу, який прагне досягти успіху в шоубізнесі, але його батько хоче, щоб він став м'ясником або влаштувався на державну роботу. Лайла, якій подобається Саллу, не відповідає йому взаємністю. У Лахорі Хая чекає на Шехріара із Сіднея, який має намір перебрати на себе сімейний бізнес. Дон Шера планує викрасти Шехріяра заради його багатства, але його поплічники мають інші мотиви.

## Акторський склад
- Джавед Шейх — Хаджі Абба
- Даніш Таймур — Саллу
- Раміз Сіддікві — син Хаджі, брат Саллу
- Джаніта Асма — Хая
- Наяр Еджаз — Ґуллу Батт
- Каві Хан — Наваб
- Шафкат Чіма — Шера
- Сохай Алі Абро — Лайла
- Надім Джафрі — Паппі
- Даніш Наваз — Балі
- Ісмаїл Тара — Салім
- Туба Сіддікві — гість
- Ясір Наваз — Наваз Бадмаш
- Ніда Мумтаз — Хаджра